# Alpiscorpius ypsilon
|  | Dieser Artikel wurde aufgrund von formalen oder inhaltlichen Mängeln in der Qualitätssicherung Biologie im Abschnitt „Spinnen, Milben, Skorpione & Co (Kieferklauenträger)“ zur Verbesserung eingetragen. Dies geschieht, um die Qualität der Biologie-Artikel auf ein akzeptables Niveau zu bringen. Bitte hilf mit, diesen Artikel zu verbessern! Artikel, die nicht signifikant verbessert werden, können gegebenenfalls gelöscht werden. Lies dazu auch die näheren Informationen in den Mindestanforderungen an Biologie-Artikel. Begründung: Vollprogramm |

Alpiscorpius ypsilon ist eine Skorpionart aus der Familie der Euscorpiidae. Alpiscorpius ypsilon wurde erst im Jahre 2019, im Zuge einer Studie, als eigene Art, neben sechs weiteren Arten, entdeckt und beschrieben. Das bisher bekannte ostalpine Areal der Art umfasst den äußersten Süden von Österreich (Kärnten) sowie Slowenien (Oberkrain und die Untersteiermark).

## Beschreibung
Alpiscorpius ypsilon ist eine von fünf Arten der sogenannten „gamma-Gruppe“ und gehört zum „mingrelicus-Komplex“.
Bei Alpiscorpius ypsilon wurde ein Polymorphismus beobachtet, der vermutlich durch das Vorhandensein von Chromosomenfusions-/Spaltungsereignissen verursacht wurde, was zu vier verschiedenen Karyotypen führte. Als Karyotyp besitzt Alpiscorpius ypsilon einen auffälligen Variationsreichtum der diploiden Chromosomenzahl, die von 86 bis zu 92 reicht. Sie ist zudem eine sogenannte kryptische Spezies.
Einige Jahre vor Entdeckung und Beschreibung von Alpiscorpius ypsilon als eigenständige Skorpionart wurden in Koschuta und in der Trögerer-Klamm Skorpione gefunden und als dazumal Euscorpius gamma identifiziert. Deren mtDNA Sequenzen stimmen stark mit dem 2019 beschriebenen Alpiscorpius ypsilon überein.
Der Holotyp von Alpiscorpius ypsilon ist ein Männchen und misst laut Studie insgesamt 22,228 mm (während Alpiscorpius omega in der Studie nur durchschnittlich 20,346 mm lang ist, sind es bei Alpiscorpius beta 24,199 mm). Bei Alpiscorpius ypsilon sind der Pedipalpus (Glieder mit Scheren) inklusive Chela (Scheren) 10,937 mm lang und das Metasoma (Schwanz) inklusive Telson (Segment mit Giftstachel) 13,283 mm, er wird in der Studie nur von Alpiscorpius beta übertroffen. Mesosoma (Körper) und Carapax (Kopf) sind zusammen zwischen 8,697 mm und 8,807 mm lang. Der Holotyp von Alpiscorpius ypsilon ist wesentlich dunkler als die meisten anderen Skorpionarten aus der Gattung Alpiscorpius.
In der Roten Liste gefährdeter Arten wird Alpiscorpius ypsilon, wie alle anderen Skorpionarten aus Österreich auch, als stark gefährdet eingestuft.

## Lebensweise
Wie wohl von allen Arten der Gattungen Euscorpius und Alpiscorpius werden Gliederfüßer jeder Art, in passender Größe, gefressen.
Vergleichbare Arten in Kärnten, wie Alpiscorpius germanus und Alpiscorpius gamma, bewohnen alpine und subalpine Schutt- und Blockhalden, Schuttfluren, warme Kiefernwälder, Erosionsrinnen, aber auch Rotbuchen- und Mischwälder mit viel Totholz und Felsbrocken, sowie Trockenmauern und Ruinen, wie auch strukturreiche Gewässerufer.

## Verbreitung
Die Art wurde bisher nur in den Kärntner Karawanken und im Norden Sloweniens (Oberkrain und Untersteiermark) nachgewiesen.

## Systematik
Im Zuge der Studie, in welcher die neu entdeckte Skorpionart Alpiscorpius ypsilon neben sechs weiteren Arten, erstmals beschrieben wurde, wurde anschließend eine Revision von Teilen der Gattung Euscorpius vorgenommen und die neue Gattung Alpiscorpius (zu deutsch die Gattung der Alpenskorpione) eingeführt, zu welcher 15 Skorpionarten gezählt werden (darunter die sieben neu entdeckten Arten sowie acht zuvor zur Gattung der Euscorpius gezählte Arten).